# 四浦村 (大分県)
四浦村（ようらむら）は、かつて大分県北海部郡にあった村。現在の津久見市四浦にあたる。

## 地理
- 半島：四浦半島

## 歴史
江戸時代には佐伯藩領上浦村の一部であり、四浦半島北岸に在る落野浦・久保泊浦・鳩浦・深良津浦の四つの浦を合わせて四浦と称した。

### 沿革
- 1892年（明治25年）10月6日 - 四保戸村の分割にともない、四浦村が発足。
- 1951年（昭和26年）4月1日 - 津久見町・日代村・保戸島村と合併し、津久見市の一部となる。